# Kong Quan
Kong Quan (chinois : 孔泉 ; pinyin : Kǒng quán), né en 1955 à Pékin, est un diplomate chinois. En plus de sa langue maternelle, le mandarin, il sait parler anglais et a des notions de néerlandais, suite à ses études à Anvers, en Belgique.

## Biographie
Attaché auprès de l'Ambassade de Chine au royaume de Belgique de 1977 à 1982, ministre assistant des Affaires étrangères de 2006 à 2008, il devient ambassadeur de la République populaire de Chine en France le 8 mars 2008.
En juillet de la même année, il menaçait le président de la République française Nicolas Sarkozy de conséquences graves s'il décidait de rencontrer le dalaï-lama,.
Il a été décoré de la distinction de Grand officier de la Légion d'honneur le 17 mai 2013 par François Hollande.